# Уланский район
Ула́нский район (каз. Ұлан ауданы) — район в центре Восточно-Казахстанской области в Казахстане. Административный центр района — посёлок Касыма Кайсенова.

## География
Территория района находится в предгорной части Калбинских гор, для всей территории района характерен горный рельеф, который в зависимости от абсолютных высот можно разделить на две части: среднегорье и низкогорье. Территория, занятая среднегорьем и низкогорьем, представлена в основном пастбищными угодьями.
Предгорная степная зона характеризуется умеренным влажным и тёплым, в южной части умеренно жарким климатом. Средняя температура самого холодного месяца (января) составляет −14 — −18 °C, самого тёплого (июля) 20 — 21 °C.
Несмотря на то, что район относится к трём климатическим зонам, он расположен в сухостепной природно-хозяйственной зоне.

## История
Уланский район образован 17 января 1928 года из Ленинской, Тарханской, Уланской и части Пролетарской волости Усть-Каменогорского уезда с центром в посёлке Сибинский (Утверждено ВЦИК 3 сентября 1928 года). 24 февраля 1935 года центр района перенесён из посёлка Сибинский в посёлок Никитинка.
2 января 1963 года район был упразднён, а его территория разделена между Таврическим районом и Серебрянским горсоветом. 31 января 1966 года Уланский район с центром в селе Никитинка (сейчас — село Бозанбай) восстановлен.
23 мая 1997 года в состав района передана территория упразднённого Таврического района, центр района перенесён в посёлок Молодёжный (с 2011 года — посёлок Касыма Кайсенова).

## Население
Национальный состав (на начало 2019 года):
- казахи — 28 241 чел. (72,08 %)
- русские — 9 932 чел. (25,35 %)
- немцы — 334 чел. (0,85 %)
- татары — 192 чел. (0,49 %)
- украинцы — 124 чел. (0,32 %)
- чеченцы — 84 чел. (0,21 %)
- узбеки — 70 чел. (0,18 %)
- белорусы — 37 чел. (0,09 %)
- другие — 164 чел. (0,42 %)
- Всего — 39 178 чел. (100,00 %)

## Административно-территориальное деление
Уланский район состоит из 13 сельских округов и 3 поселковых администраций, в составе которых находится 47 сельских населённых пунктов:
| Сельский округ/посёлок              | Населённые пункты                                                               |
| Аблакетский сельский округ          | село Сагыр, село Мамай батыра, село Бестерек, село Желдиозек                    |
| Азовский сельский округ             | село Ново-Азовое, село Беткудук, село Азовое                                    |
| Айыртауский сельский округ          | село Айыртау, село Новая Канайка                                                |
| Алмасайский сельский округ          | село Алмасай, село Баяш Утепов, село Сарыозек                                   |
| Посёлок Асубулак                    | посёлок Асубулак, посёлок Белогорский                                           |
| Багратионовский сельский округ      | село Привольное, село Митрофановка                                              |
| Бозанбайский сельский округ         | село Бозанбай, село Алгабас, село Акжартас, село Кызылсу                        |
| Егинсуский сельский округ           | село Уланское, село Жанузак, село Бурсак                                        |
| Каменский сельский округ            | село Каменка, село Тройницкое                                                   |
| Посёлок Касыма Кайсенова            | посёлок Касыма Кайсенова                                                        |
| Посёлок Огневка                     | посёлок Огневка, село Смолянка                                                  |
| Саратовский сельский округ          | село Саратовка, село Ново-Одесское, село Отрадное                               |
| Таврический сельский округ          | село Таврическое, село Гагарино, село Пролетарка, село Актобе                   |
| Таргынский сельский округ           | село Таргын, село Изгутты Айтыков, село Верхние Таинты, село Манат, село Жантас |
| Толеген Тохтаровский сельский округ | село Герасимовка, село Украинка, село Казачье                                   |
| Усть-Каменогорский сельский округ   | село Восточное, село Донское, село Макеевка, село Мирное                        |

## Достопримечательности
Государственный памятник природы «Синегорская пихтовая роща» — особо охраняемая природная территория республиканского значения. Образована в 1968 году для охраны реликтового местообитания сибирской пихты, единственного на левобережье Иртыша и являющегося остаточным элементом тёмно-хвойно-сосновых лесов, которые прежде покрывали весь Калбинский хребет. В 1982 году площадь памятника была расширена с 90 до 137 га, из которых собственно роща, расположенная на северном склоне горы Медведка горного массива Коктау, занимает 97 га.
Акбаур — пещерный храмовый комплекс эпохи неолита и бронзового века, служивший местом жертвоприношений и исполнения ритуалов. Находится в 3 км к северу от аула Бестерек, на склоне горы Акбаур. Грот в форме конуса, находится на высоте 5—6 м от подножья горы. Имеются наскальные рисунки, на которых изображены двухколёсная телега, бык, горный козёл, люди и жилища. Рисунки выполнены коричневой охрой и относятся к началу 3-го тысячелетия до н. э.
Аблайкет — развалины джунгарского укреплённого ламаистского монастыря. Находится в 15 км от села Бозанбай, в долине реки Аблакетка. Был основан в 1654 году тайши Аблаем. В 1671 году в ходе междоусобной войны был взят и разграблен Галданом-Бошогту.